# Renata Dancewicz
Renata Dancewicz (sinh ngày 7 tháng 2 năm 1969 tại Leszno, Ba Lan) là một diễn viên người Ba Lan. Bà cũng là thành viên của Hiệp hội Bài brit Ba Lan. Bà tốt nghiệp Trường trung học Mikołaj Kopernik ở Lubin vào năm 1988. Năm 2006, Renata Dancewicz tham gia thi nhảy trong chương trình Taniec z Gwiazdami (phiên bản Ba Lan của Dancing with the Stars).
Bà là một người theo chủ nghĩa vô thần.

## Phim
- 1993: Do widzenia wczoraj
- 1993: Samowolka (A.W.O.L.)
- 1994: Oczy niebieskie (Blue Eyes)

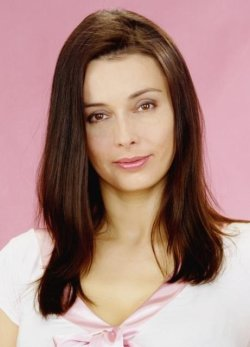
Renata Dancewicz (2008)

- 1994: Komedia małżeńska (Matrimonial Comedy)
- 1994-1995: Radio Romans (Radio Romance)
- 1995: Die Schönste Sache der Welt
- 1995: Ekstradycja
- 1995: Diabelska edukacja (Devilish Education)
- 1995: Deborah
- 1995: Pułkownik Kwiatkowski  (Colonel Kwiatkowski)
- 1995: Tato
- 1997: Ekstradycja 2
- 1997: Svenska Hjältar (Swedish Heroes)
- 1998: Gniew (Anger)
- 1999: Ekstradycja 3
- 1999: Siedlisko
- 2000: Sukces
- 2002: Eukaliptus
- 2002: E=mc²
- 2003: Zostać miss 2
- 2003-2008: Na Wspólnej
- 2006: Kryminalni
- 2008: 33 Scenes from Life